# Abacus: Small Enough to Jail
Abacus: Small Enough to Jail (no Brasil, Abacus: Pequeno o Bastante para Condenar) é um filme-documentário estadunidense de 2017 dirigido e escrito por Steve James. Lançado em 11 de setembro no Festival Internacional de Cinema de Toronto, segue a história de Abacus Federal Savings Bank, um banco comunitário de propriedade familiar situado na Chinatown nova-iorquina, que se tornou conhecido por enfrentar acusações criminosas durante a crise do subprime.